# Revelation Records
Revelation Records est un label discographique américain de punk hardcore, basé à Huntington Beach, en Californie. Le label compte, ou a compté, des piliers du genre tels que Youth of Today, Warzone, Sick of It All, Quicksand, Side by Side, By a Thread, Chain of Strength, Shelter, Judge, No For an Answer, et Gorilla Biscuits. Il est considéré par la presse spécialisée comme l'un des plus grands labels de punk hardcore.

## Histoire
Originellement basé à New Haven, Connecticut, le label est désormais basé à Huntington Beach, en Californie. Il est fondé en 1987 par Jordan Cooper, avec à ses côtés Ray Cappo de Youth of Today, d'abord dans le but de distribuer le vinyle Lower East Side Crew de Warzone. Au fil des années, ils publient deux nouveaux vinyles et un quatrième pressage de l'EP Can't Close My Eyes de Youth of Today, qui est à l'origine publié par Positive Force Records. Durant ses trois premières années, le label possède déjà 23 sorties et plus de 50 000 pressages. Cappo abandonne le label en 1988, pour se consacrer à son groupe Shelter et pour se lancer dans une carrière d'acteur à Broadway.
Le label s'établit définitivement dans les scènes punk hardcore et metalcore à la fin des années 1990 et début des années 2000, avec des sorties de groupes comme Damnation A.D., Will Haven, Shai Hulud, Curl Up and Die, et Himsa.
En février 2017, le label annonce le Rev Fest 2017, un festival de quatre jours organisé à Riverside, en Californie. Le festival débute le 29 juin et termine le 2 juillet à Aurea Vista. Le festival fait participer Gorilla Biscuits, Youth of Today, Judge, Ignite, Burning Heart, Into Another, Bold, CIV, Battery, No For An Answer, Beyond, Death By Stereo, Fury, Forced Order, Sharp/Shock, et Last Light. À la fin de l'année, le label annonce la création de son compte officiel Bandcamp.